# Anisomorpha clara
Anisomorpha clara är en insektsart som beskrevs av Conle, Hennemann och Perez-Gelabert 2006. Anisomorpha clara ingår i släktet Anisomorpha och familjen Pseudophasmatidae. Inga underarter finns listade i Catalogue of Life.